# Hiroko Sakai
 (juillet 2025).
Si vous disposez d'ouvrages ou d'articles de référence ou si vous connaissez des sites web de qualité traitant du thème abordé ici, merci de compléter l'article en donnant les références utiles à sa vérifiabilité et en les liant à la section « Notes et références ».
Hiroko Sakai (坂井 寛子, Sakai Hiroko), née le 3 novembre 1978 à Fukui, est une joueuse de softball japonaise. Durant les Jeux olympiques d'été de 2004, elle remporta une médaille de bronze et en 2008, elle remporta la médaille d'or devançant les États-Unis et l'Australie.